# 마틴 버치
마틴 버치(Martin Birch, 1948년 12월 27일 ~ 2020년 8월 6일)는 영국의 음악 프로듀서이자 사운드 엔지니어였다. 그는 딥 퍼플, 레인보우, 플리트우드 맥, 화이트스네이크, 블랙 사바스, 블루 오이스터 컬트, 아이언 메이든 등 영국의 록 밴드들이 주로 녹음한 음반 녹음과 프로듀싱으로 유명해졌다.

## 전기
버치는 1948년 12월 27일 서리주 워킹에서 태어났다. 그는 제프 벡, 플리트우드 맥, 딥 퍼플과 함께 오디오 엔지니어로서 음악 경력을 시작했고, 후자를 위한 11개의 음반을 프로듀싱하고 엔지니어링했다. 1980년, "딥 퍼플 캠프"에서 나온 그는 《Heaven and Hell》을 위한 블랙 사바스에 의해 소집되었다. 이 밴드의 이전 음반들은 자체 프로듀싱되었고 그들은 이전에 로니 제임스 디오와 함께 작업했던 버치가 프로듀싱하도록 허락하게 되어 기뻤다. 특히 음반에 수록된 그의 "밝은 중간급"는 유명하다. 그는 1981년 아이언 메이든과 독점적으로 작업하기 시작했고, 《Killers》를 프로듀싱하고 엔지니어링했으며, 한동안 다른 밴드들과 함께 일하는 것을 그만두었다.
버치는 아이언 메이든의 《Fear of the Dark》 음반을 프로듀싱한 후 1992년에 은퇴했다. 그것은 그가 그 그룹과 함께 프로듀싱한 10개의 음반 중 마지막 음반이었다. 그는 은퇴하기 2년 전에 아이언 메이든의 뮤직 비디오 〈Holy Smoke〉에 출연했다.
버치는 2020년 8월 6일 71세의 나이로 사망하였다. 사인은 밝혀지지 않았다. 초기 공물은 데이비드 커버데일, 기저 버틀러, 웬디 디오가 지불했다. 아이언 메이든의 멤버들은 공식 웹사이트에 버치를 추모했고, 스티브 해리스, 브루스 디킨슨, 로드 스몰우드는 버치의 성격과 밴드와 함께 일하는 시간을 되새겼다.